# Pulsatrix perspicillata boliviana
Pulsatrix perspicillata boliviana Kelso, 1933 è una sottospecie di gufo dagli occhiali diffusa dal sud della Bolivia al nord dell'Argentina.

## Descrizione

### Aspetto
La sottospecie veniva ritenuta erroneamente sottospecie del gufo dagli occhiali bruno a causa delle differenze rispetto alle altre sottospecie del gufo dagli occhiali. Presenta delle somiglianze con la Pulsatrix perspicillata chapmani ma superiormente presenta una colorazione nero-brunastra in particolare ai lati del volto, al posto di una colorazione nero scura; inferiormente il petto ha una colorazione giallo-brunastra più chiara differentemente dall'altra sottospecie che lo ha di un colore bruno intenso e profondo; le piume invece sono più lunghe all'incirca di 1 cm, le piume sui fianchi della femmina sono lunghe tra i 15 e i 16 cm e l'altra le ha lunghe tra i 13 e i 14,5 cm, e la sottospecie boliviana presenta il culmine dalla cera più corto, meno di 2,8 cm.

### Dimensioni
Le ali singolarmente misurano 36,6 cm, la coda 20,5 cm e il culmine, senza la cera, 2,6 cm.

### Pubblicazioni
- (EN) Leon Kelso, A new spectacled owl from Boliva (PDF), in Biological Leaflet, n. 2, 1933,  pp. p. 1. URL consultato il 6 maggio 2012.